# Sulbiate

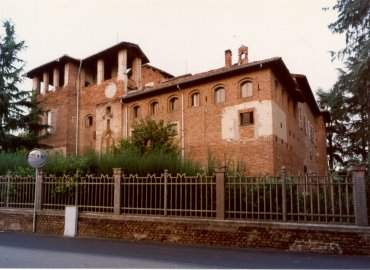
Kasteel van Sulbiate

Sulbiate is een gemeente in de Italiaanse provincie Monza e Brianza (regio Lombardije) en telt 3441 inwoners (31-12-2004). De oppervlakte bedraagt 5,3 km², de bevolkingsdichtheid is 661 inwoners per km².
De volgende frazioni maken deel uit van de gemeente: Sulbiate Superiore, Sulbiate Inferiore, Brentana, Cascina Cà.

## Demografie
Sulbiate telt ongeveer 1354 huishoudens. Het aantal inwoners steeg in de periode 1991-2001 met 12,7% volgens cijfers uit de tienjaarlijkse volkstellingen van ISTAT.
| Jaar | Inwoneraantal |
| ---- | ------------- |
| 1991 | 2932          |
| 2001 | 3305          |

## Geografie
De gemeente ligt op ongeveer 220 m boven zeeniveau.
Sulbiate grenst aan de volgende gemeenten: Verderio Inferiore (LC), Cornate d'Adda, Bernareggio, Aicurzio, Mezzago, Vimercate, Bellusco.